# Inkaleden till Machu Picchu

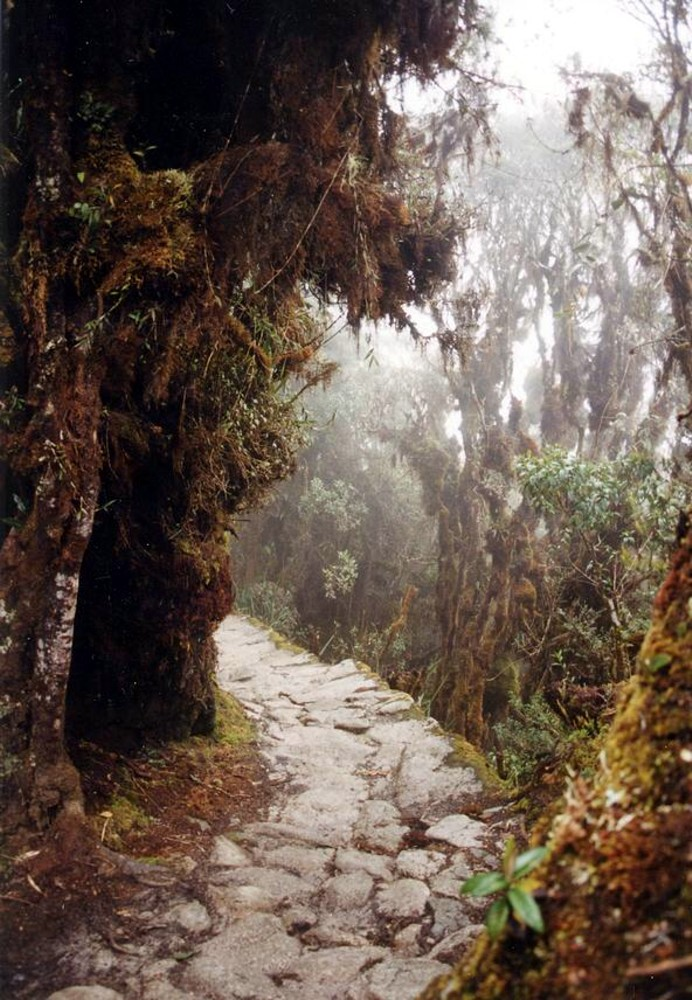
Mycket av leden är originalkonstruktion från Inkariket.

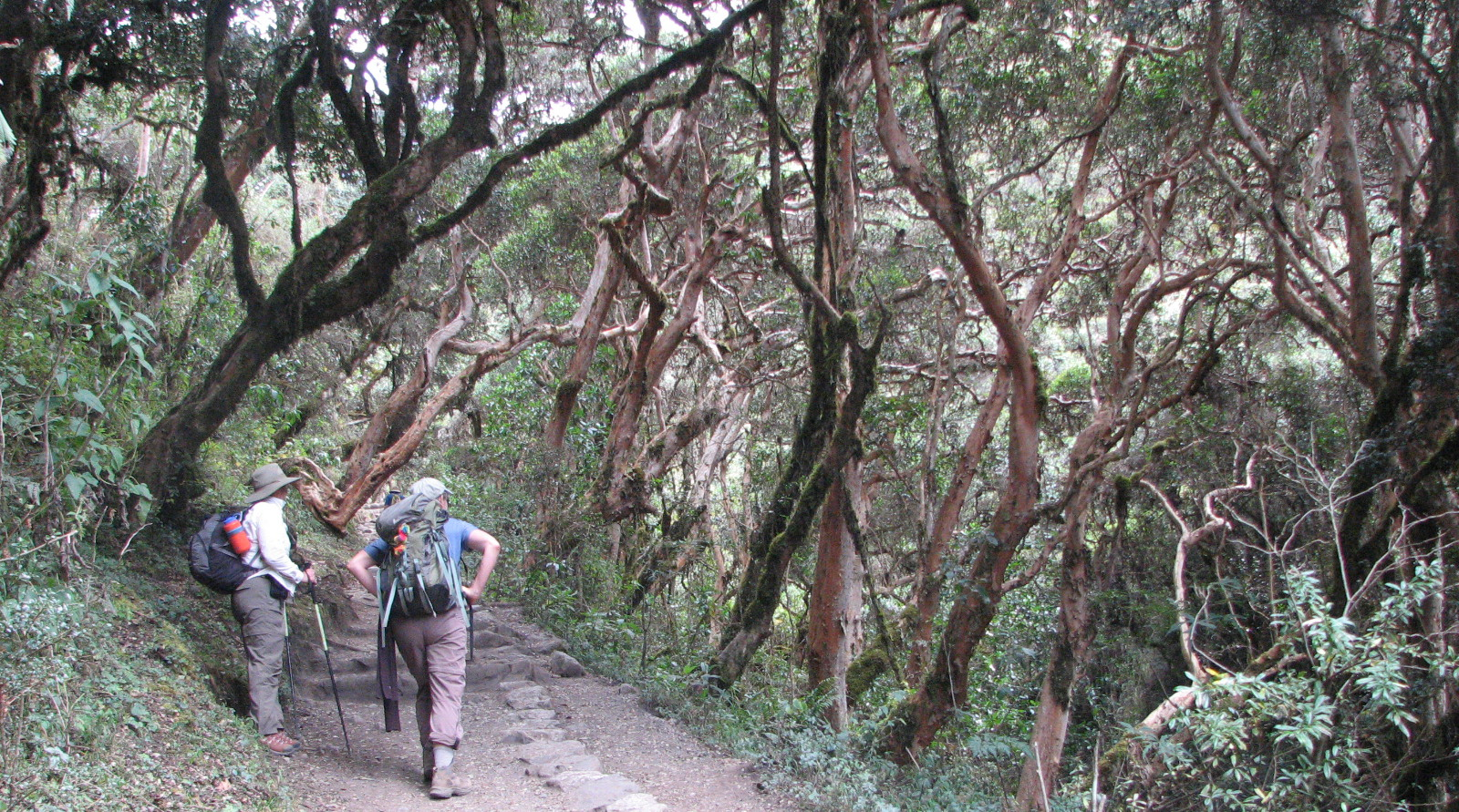
Molnskog längs leden.

Inkaleden till Machu Picchu (även känd som Camino Inka) består av tre överlappande spår: Mollepata, Classic, och One Day. Leden är belägen i bergskedjan Anderna och passerar genom flera olika typer av andinska miljöer inklusive molnskog och alpin tundra. Bosättningar, tunnlar, och många historiska ruiner ligger längs leden innan den når Machu Picchu. De två längre sträckorna kräver en stigning på över 4 200 meter över havet, vilket kan resultera i höjdsjuka.
Den klassiska rutten tar normalt fyra till fem dagar att vandra, även om det är möjligt att vandra en kortare del av rutten på två dagar. Rutten har två startpunkter, vid Urubambafloden antingen 88 km eller 82 km från Cuzco, vid en höjd på 2 800 meter respektive 2 600 meter över havet. Båda dessa delar av rutten möts vid Patallaqta. Vid byn Wayllapampa korsar Mollepata, den längsta av de tre rutterna, den klassiska rutten innan den går igenom bergspasset Warmiwañusqa.
Oro kring överanvändning som kan leda till erosion har lett den peruanska regeringen att placera en gräns för hur många personer som kan vandra leden per säsong, och kraftigt begränsa de bolag som kan ge guidade turer. På grund av detta är förbokning numera obligatorisk. Maximalt 500 personer är tillåtna på leden varje dag, varav endast 200 är vandrare och resten är guider och bärare. Som ett resultat blir högsäsongen uppbokad mycket snabbt. Leden är stängd varje februari för rengöring. Detta gjordes ursprungligen informellt av organisationer såsom South American Explorers men hanteras nu officiellt.